# Deodápolis
Deodápolis là một đô thị thuộc bang Mato Grosso do Sul, Brasil. Đô thị này có diện tích 831,263 km², dân số năm 2007 là 11263 người, mật độ 13,55 người/km².